# Flash: Vertical Velocity (Six Flags Great America)
Ne doit pas être confondu avec les montagnes russes du parc Six Flags Discovery Kingdom, Flash: Vertical Velocity (Six Flags Discovery Kingdom).
Flash: Vertical Velocity sont des montagnes russes inversées navette lancées du parc Six Flags Great America, situé à Gurnee, dans l'Illinois, aux États-Unis. Le parc Six Flags Discovery Kingdom possède une attraction similaire, Flash: Vertical Velocity.

## Le circuit
Le circuit ressemble à un U, avec des tours verticales de chaque côté. D'un côté, le train fait un inline twist et de l'autre, il redescend en chute libre.

## Statistiques
- Trains : 1 train de 7 wagons, les passagers sont placés à 4 sur 4 rangs pour un total de 28 passagers.